# Cichoń-Diagramm
In der Mengenlehre beschreibt das Cichoń-Diagram (oder englisch Cichoń’s diagram) beweisbare Größenverhältnisse von zehn Kardinalzahlen, die sich auf Teilmengen von reellen Zahlen beziehen. Alle dargestellten Kardinalzahlen liegen zwischen {\displaystyle \aleph _{1}}, der kleinsten überabzählbaren Kardinalzahl, und {\displaystyle {\mathfrak {c}}=2^{\aleph _{0}}}, der Kardinalität des Kontinuums {\displaystyle \mathbb {R} }. Vier dieser Kardinalzahlen beschreiben Eigenschaften der Lebesgue-Nullmengen. Vier weitere beschreiben die entsprechenden Eigenschaften der mageren Teilmengen.
Der britische Mathematiker David Fremlin benannte das Diagramm nach dem polnischen Mathematiker Jacek Cichoń.

## Definitionen
Sei {\displaystyle X} eine Menge und {\displaystyle {\mathcal {I}}\subseteq {\mathcal {P}}(X)} ein Ideal (das heißt: für {\displaystyle A,B\in {\mathcal {I}},Y\subseteq X} gilt {\displaystyle A\cup B\in {\mathcal {I}}} und {\displaystyle A\cap Y\in {\mathcal {I}}}), das alle endlichen Teilmengen von {\displaystyle X} enthält.
- Die Additivität

{\textstyle \operatorname {add} {\mathcal {I}}=\min {\bigl \{}\,\left|{\mathcal {A}}\right|\;{\big |}\;{\mathcal {A}}\subseteq {\mathcal {I}}\land \bigcup {\mathcal {A}}\notin {\mathcal {I}}\,{\bigr \}}}
von {\displaystyle {\mathcal {I}}} ist die kleinste Kardinalität einer Teilmenge von {\displaystyle {\mathcal {I}}}, deren Vereinigung nicht mehr in {\displaystyle {\mathcal {I}}} liegt. Da das Ideal nach Definition unter endlichen Vereinigungen abgeschlossen ist, ist {\displaystyle \operatorname {add} {\mathcal {I}}\geq \aleph _{0}}. Ist {\displaystyle {\mathcal {I}}} ein σ-Ideal (das heißt: {\textstyle \bigcup _{n=1}^{\infty }A_{n}\in {\mathcal {I}}} für {\displaystyle A_{n}\in {\mathcal {I}}}), so ist {\displaystyle \operatorname {add} {\mathcal {I}}\geq \aleph _{1}}.
- Die Überdeckung

{\textstyle \operatorname {cov} {\mathcal {I}}=\min {\bigl \{}\,\left|{\mathcal {A}}\right|\;{\big |}\;{\mathcal {A}}\subseteq {\mathcal {I}}\land \bigcup {\mathcal {A}}=X\,{\bigr \}}}
von {\displaystyle {\mathcal {I}}} ist die kleinste Kardinalität einer Teilmenge von {\displaystyle {\mathcal {I}}}, deren Vereinigung {\displaystyle X} ergibt. Wegen {\displaystyle X\notin {\mathcal {I}}} folgt {\displaystyle \operatorname {add} {\mathcal {I}}\leq \operatorname {cov} {\mathcal {I}}}.
- Die Uniformität

{\textstyle \operatorname {non} {\mathcal {I}}=\min {\bigl \{}\,\left|A\right|\;{\big |}\;A\subseteq X\land A\notin {\mathcal {I}}\,{\bigr \}}}
von {\displaystyle {\mathcal {I}}} ist die kleinste Kardinalität einer Teilmenge von {\displaystyle X}, die nicht in {\displaystyle {\mathcal {I}}} liegt.
- Die Konfinalität

{\textstyle \operatorname {cof} {\mathcal {I}}=\min {\bigl \{}\,\left|{\mathcal {A}}\right|\;{\big |}\;{\mathcal {A}}\subseteq {\mathcal {I}}\land \forall _{B\in {\mathcal {I}}}\,\exists _{A\in {\mathcal {A}}}A\supseteq B\,{\bigr \}}}
von {\displaystyle {\mathcal {I}}} ist die Konfinalität der Halbordnung {\displaystyle ({\mathcal {I}},\subseteq )}, also die kleinste Kardinalität einer Teilmenge von {\displaystyle {\mathcal {I}}}, die kofinal in {\displaystyle {\mathcal {I}}} ist.
Aus den Definitionen folgt unmittelbar, dass {\displaystyle \operatorname {non} {\mathcal {I}}\leq \operatorname {cof} {\mathcal {I}}} und {\displaystyle \operatorname {cov} {\mathcal {I}}\leq \operatorname {cof} {\mathcal {I}}} für jedes Ideal {\displaystyle {\mathcal {I}}} gilt.
Daneben werden die Unbeschränktheitszahl {\displaystyle {\mathfrak {b}}} und Dominierungszahl {\displaystyle {\mathfrak {d}}} wie folgt definiert:
{\displaystyle {\mathfrak {b}}=\min {\bigl \{}\,\left|F\right|\;{\big |}\;F\subseteq \mathbb {N} ^{\mathbb {N} }\land \forall _{g\colon \mathbb {N} \to \mathbb {N} }\,\exists _{f\in F}\,\exists _{n\in \mathbb {N} }^{\infty }\;g(n)<f(n)\,{\bigr \}}} und
{\displaystyle {\mathfrak {d}}=\min {\bigl \{}\,\left|F\right|\;{\big |}\;F\subseteq \mathbb {N} ^{\mathbb {N} }\land \forall _{g\colon \mathbb {N} \to \mathbb {N} }\,\exists _{f\in F}\,\forall _{n\in \mathbb {N} }^{\infty }\;g(n)<f(n)\,{\bigr \}}},
wobei {\displaystyle \exists ^{\infty }} für es gibt unendlich viele steht und {\displaystyle \forall ^{\infty }} für für alle bis auf endlich viele Ausnahmen.

## Das Diagramm
Schreibe {\displaystyle {\mathcal {B}}} für das σ-Ideal der mageren reellen Mengen in der euklidischen Topologie und {\displaystyle {\mathcal {L}}} für das σ-Ideal der Lebesgue-Nullmengen. Dann gelten folgende Ungleichungen:
|                             |                       | {\displaystyle \operatorname {cov} {\mathcal {L}}} | {\displaystyle \leq } | {\displaystyle \operatorname {non} {\mathcal {B}}} | {\displaystyle \leq } | {\displaystyle \operatorname {cof} {\mathcal {B}}} | {\displaystyle \leq } | {\displaystyle \operatorname {cof} {\mathcal {L}}} | {\displaystyle \leq } | {\displaystyle {\mathfrak {c}}} |
|                             |                       | {\displaystyle \leq }                              |                       | {\displaystyle \leq }                              |                       | {\displaystyle \leq }                              |                       | {\displaystyle \leq }                              |                       |                                 |
|                             |                       | {\displaystyle \leq }                              |                       | {\displaystyle {\mathfrak {b}}}                    | {\displaystyle \leq } | {\displaystyle {\mathfrak {d}}}                    |                       | {\displaystyle \leq }                              |                       |                                 |
|                             |                       | {\displaystyle \leq }                              |                       | {\displaystyle \leq }                              |                       | {\displaystyle \leq }                              |                       | {\displaystyle \leq }                              |                       |                                 |
| {\displaystyle \aleph _{1}} | {\displaystyle \leq } | {\displaystyle \operatorname {add} {\mathcal {L}}} | {\displaystyle \leq } | {\displaystyle \operatorname {add} {\mathcal {B}}} | {\displaystyle \leq } | {\displaystyle \operatorname {cov} {\mathcal {B}}} | {\displaystyle \leq } | {\displaystyle \operatorname {non} {\mathcal {L}}} |                       |                                 |

Außerdem gelten
{\displaystyle \operatorname {add} {\mathcal {B}}=\min\{\operatorname {cov} {\mathcal {B}},{\mathfrak {b}}\}} und
{\displaystyle \operatorname {cof} {\mathcal {B}}=\max\{\operatorname {non} {\mathcal {B}},{\mathfrak {d}}\}}.

## Analyse
Es hat sich herausgestellt, dass die dargestellten Ungleichungen alle in ZFC beweisbaren Ungleichungen zwischen diesen Kardinalitäten umfassen: Jede Zuweisung der zehn Kardinalitäten im Diagramm an {\displaystyle \aleph _{1}} und {\displaystyle \aleph _{2}}, die keine der dargestellten Ungleichungen verletzt, wird von einem Modell von ZFC realisiert (unter der Voraussetzung, dass ZFC konsistent ist).
Die Situation ist nicht abschließend für {\displaystyle {\mathfrak {c}}>\aleph _{2}} geklärt. Es ist konsistent mit ZFC, dass alle dargestellten Kardinalzahlen verschieden sind, bis auf {\displaystyle \operatorname {add} {\mathcal {B}}} und {\displaystyle \operatorname {cof} {\mathcal {B}}}, die notwendig mit einer anderen übereinstimmen müssen. Bisher (Stand: 2019) ist es eine offene Frage, ob alle Zuweisungen der zehn Kardinalitäten im Diagramm an beliebige Kardinalzahlen, die keine der dargestellten Ungleichungen verletzen, mit ZFC konsistent sind.
Einige Ungleichungen wie etwa {\displaystyle \operatorname {add} {\mathcal {I}}\leq \operatorname {cov} {\mathcal {I}}} und {\displaystyle {\mathfrak {b}}\leq {\mathfrak {d}}} folgen unmittelbar aus den Definitionen. Die Ungleichungen {\displaystyle \operatorname {cov} {\mathcal {B}}\leq \operatorname {non} {\mathcal {L}}} und {\displaystyle \operatorname {cov} {\mathcal {L}}\leq \operatorname {non} {\mathcal {B}}} sind klassische Resultate und folgen aus dem Umstand, dass das Kontinuum in eine magere Menge und eine Nullmenge zerlegt werden kann.
Aus der Kontinuumshypothese {\displaystyle \aleph _{1}={\mathfrak {c}}} folgt unmittelbar, dass alle Kardinalzahlen im Diagramm gleich sind. Aus Martins Axiom, einer Abschwächung der Kontinuumshypothese, folgt, dass alle dargestellten Kardinalzahlen {\displaystyle \aleph _{1}} oder {\displaystyle {\mathfrak {c}}} sind.